# 埃德溫·埃里克森
埃德温·B·埃里克森三世（英語：Edwin B. Erickson III，1938年5月18日—2019年1月8日）是美國政治家，曾兩次擔任賓夕法尼亞州特拉華縣議會議員，担任县议会議長长达2年。2001年當選宾夕法尼亚州参议院參議院第26選區议员，保持议席至2015年。在1989年至1992年间，埃里克森还曾担任美国国家环境保护局第三分局區域管理員。

## 生平
埃里克森1938年5月18日生於賓夕法尼亞州費城。1960年取得奥尔布赖特学院生物學與化學理學學士學位，1962至1969年於卓克索大學和东斯特劳兹堡州立学院兩校教授普通生物學、解剖學、生理學、細胞生理學以及動物學。1969年，埃里克森獲得布林莫爾學院生物化學及微生物學哲學博士學位。1969年至1973年，埃里克森擔任汉密尔顿学院微生物學、生物化學和普通生物學終身助理教授。埃里克森是陆军科学委员会委員，并以該身份擔任美國陸軍科研與技術事務顧問。
埃里克森曾任公共衛生局局長。1976年至1982年間，埃里克森擔任賓州上達比鎮行政總監。1982年當選特拉華縣議會議員，1987年至1989年擔任議會議長。在其議員任期內，埃里克森因積極參與指導特拉華縣水質檢查局的相關政策而聞名，該水質監察局為特拉華縣的大部分地區提供服務。

## 賓夕法尼亞州參議院
2001年3月20日，埃里克森以60%的選票贏得宾夕法尼亚州参议院特別選舉，填補了因承認捏造稅務文件的罪名而請辭的F·約瑟夫·勒佩爾未滿之任期。同年4月23日正式擔任州參議院議員，代表第26選區，直至2015年。埃里克森在地方政府委員會、賓州能源發展局以及賓州高等教育援助機構董事會任職，并於2010至2014年擔任多數決政策主席。埃里克森對2006年通過的《納稅人救濟法》發揮了關鍵作用，並竭力帶領通過《替代能源產品組合標準法》。2013年，埃里克森宣佈不再連任州參議院議員。在其最後一個任期之内，除去其他法案，埃里克森還提出了建立並擴大賓州社區醫療診所的計劃，任期於2015年1月結束。

## 晚年生活
埃里克森從1989年至1992年擔任美国国家环境保护局第三分局（管轄宾夕法尼亚州、特拉华州、马里兰州、弗吉尼亚州、西維吉尼亞州以及华盛顿哥伦比亚特区）區域管理員。1992年至2001年擔任賓州特拉華縣政府執行董事。2019年1月8日逝世，享年80歲。逝世時特拉華縣為其降半旗致哀。